# Thaddädl
Thaddädl (ein Diminutiv des Vornamens Thaddäus) ist eine stehende Rolle oder lustige Person des Alt-Wiener Volkstheaters gegen Ende des 18. Jahrhunderts, die von Anton Hasenhut (1766–1841) in Anlehnung an den Wiener Kasperl oder den Pantalone der Commedia dell’arte entwickelt wurde. Nach Darstellung Ignaz Franz Castellis war Thaddädl „ein Geselle oder ein Lehrjunge, läppisch, furchtsam, dumm, dabei vorwitzig und jung, der den Zopf ganz oben am Kopfe festgebunden und wagrecht wegstehen hatte“. Die Stimme habe geklungen wie das „Schmettern eines Kindertrompetchens“.
Die Wiener Theaterreformen am Ende des Jahrhunderts entzogen dem improvisierten Theater jedoch den Boden, sodass auch diese Figur keine Zukunft mehr hatte. Der Name taucht im Personal der späteren Possen wie bei Ferdinand Kringsteiner gelegentlich auf.